# Jaguarundi
O jaguarundi (nome científico: Herpailurus yagouaroundi mais antigo ou Puma yagouaroundi mais recente), também chamado eirá, gato-mourisco, gato-preto, gato-do-mato-vermelho e maracajá-preto, é um mamífero carnívoro da família dos felídeos (felidae) nativo do sul da América do Norte, e de boa parte da América Central e América do Sul, passando por quase todo o Brasil até o norte da Argentina. É de porte médio e esguio. Sua coloração é uniforme com duas formas de cores, cinza e vermelho. Apresenta corpo alongado, com pernas relativamente curtas, cabeça pequena e estreita, orelhas pequenas e redondas, focinho curto e cauda longa, lembrando mustelídeos nesses aspectos. É cerca de duas vezes maior que um gato doméstico (Felis catus), atingindo quase 360 milímetros (14 polegadas) no ombro e pesa 3,5–7 quilos (7,7–15,4 libras).
Reservado e alerta, é tipicamente solitário ou forma pares na natureza, embora os indivíduos em cativeiro sejam mais gregários. Ao contrário de outros felinos simpátricos como a jaguatirica, é mais ativo durante o dia e caça principalmente durante o dia e início da noite. Os indivíduos vivem em grandes áreas de vida e estão esparsamente distribuídos em uma região. É um alpinista eficiente, mas normalmente prefere a caça no solo. Alimenta-se de vários tipos de presas, especialmente aves que se alimentam do solo, répteis, roedores e pequenos mamíferos. O acasalamento ocorre ao longo do ano, com picos em diferentes épocas do ano em toda a sua distribuição. Após um período de gestação de 70 a 75 dias, nasce uma ninhada de um a quatro filhotes. Sua vida útil de até 15 anos foi registrada em cativeiro.
O jaguarundi habita uma ampla variedade de habitats fechados e abertos, desde florestas tropicais e decíduas até desertos e arbustos espinhosos. É bastante comum no Brasil, Peru e Venezuela, mas pode estar localmente extinto nos Estados Unidos. Está listado como “pouco preocupante” na Lista Vermelha da União Internacional para a Conservação da Natureza (UICN), mas as populações estão em declínio em muitas partes de sua área de distribuição devido à perda e fragmentação do habitat e à perseguição por matar aves.

## Etimologia
Jaguarundi é oriundo do tupi yawaum'di ou iawara-undí. E surgiu da junção da palavra ya'wara (jaguar, fera) + undi (escuro). Em alguns países de língua espanhola, o jaguarundi também é conhecido como gato colorado, gato moro, león brenero, onza, tigrillo e leoncillo.

## Taxonomia
Em 1803, Étienne Geoffroy Saint-Hilaire descreveu duas peles e crânios de jaguarundi de locais desconhecidos na América Central e propôs o nome científico de Felis yagouarundi.

### Subspécies
Nos séculos XIX e XX, vários outros táxons infraespecíficos foram descritos:
- F. yagouaroundi eyra proposta por Gotthelf Fischer von Waldheim em 1814 era uma pele ferruginosa do Paraguai.[17]
- F. yagouaroundi cacomitli proposto por Jean-Louis Berlandier em 1859 era um crânio e uma pele acinzentada de uma fêmea de jaguarundi da área de Rio Grande, no México.[18]
- F. yagouaroundi yagouaroundi tolteca proposta por Oldfield Thomas em 1898 era um crânio e uma pele avermelhada de Sinaloa, no México.[19]
- F. yagouaroundi ameghinoi proposto por Eduardo Ladislao Holmberg em 1898 para ossos fósseis de gato, presumivelmente de um jaguarundi, que foram escavados perto de São Luiz, Argentina.[20]
- F. yagouaroundi fossata de Edgar Alexander Mearns em 1901 era um grande crânio de jaguarundi de Iucatã.[21]
- F. yagouaroundi panamensis por Joel Asaph Allen em 1904 era uma pele cinza escura de uma jovem fêmea adulta jaguarundi coletada na província de Chiriquí, no Panamá.[22]
- F. yagouaroundi melantho por Oldfield Thomas em 1914 eram crânios e peles marrom-escuras de um macho e uma fêmea do distrito de Pozuzo, no Peru.[23]

O nome genérico Herpailurus foi proposto por Nikolai Severtzov em 1858. Autores posteriores classificaram o jaguarundi no gênero Puma junto com o Puma concolor (puma). A análise filogeográfica de amostras de jaguarundi em toda a sua extensão não encontrou nenhuma evidência genética para subespécies. Em 2017, o Grupo de Especialistas em Gato da UICN revisou a taxonomia dos felinos e reconheceu o jaguarundi como um táxon monotípico do gênero Herpailurus.

### Filogenia e evolução
O jaguarundi está mais intimamente relacionado ao puma; o clado jaguarundi-puma é irmão do Acinonyx jubatus (chita). Essas três espécies constituem a linhagem Puma, uma das oito linhagens de felídeos; a linhagem Puma divergiu do restante 6,7 milhões de anos atrás. O grupo irmão da linhagem Puma é um clado de gatos menores do Velho Mundo que inclui os gêneros Felis, Otocolobus e Prionailurus.
As três espécies da linhagem Puma podem ter tido um ancestral comum durante o Mioceno, cerca de 8,25 milhões de anos atrás. O Acinonyx possivelmente divergiu da linhagem nas Américas; alguns autores sugerem, alternativamente, que a chita divergiu no Velho Mundo.
A linhagem Puma parece ter migrado da Ásia para a América do Norte após cruzar o estreito de Beringue, chegando à América do Sul pelo istmo do Panamá no Plioceno Superior ou Pleistoceno Inferior. Isso foi possivelmente seguido pela bifurcação da linhagem em Puma e Herpailurus (representado por H. pumoides) na América do Sul, cerca de 4 a 3 milhões de anos atrás, entre o Plioceno Superior e o Pleistoceno Inferior. H. pumoides foi extinto por volta do Pleistoceno Médio, na época em que o jaguarundi moderno passou a existir; os fósseis mais antigos do jaguarundi moderno datam do Pleistoceno Superior no Brasil, há cerca de 0,5 milhão de anos. Os pumas norte-americanos originais foram extirpados durante as extinções do Pleistoceno, há cerca de 10 000 anos; A América do Norte foi então recolonizada por pumas e jaguarundis sul-americanos há 10 000–8 000 anos. O extinto gênero norte-americano do guepardo-americano (Miracinonyx) é outro membro deste clado.

## Características
O jaguarundi é um gato de porte médio, de constituição esguia e coloração uniforme que difere significativamente em sua aparência externa de outros gatos neotropicais, como os pequenos gatos malhados do gênero Leopardus. Isso foi atribuído a variações em seu cariótipo — o jaguarundi tem 38 cromossomos, ao contrário dos 36 em outros pequenos gatos sul-americanos, e as características cromossômicas se assemelham às dos gatos do Velho Mundo, como o gato-leopardo (Prionailurus bengalensis). Na verdade, apresenta várias características observadas em mustelídeos, como lontras e doninhas — tem corpo alongado com pernas relativamente curtas, cabeça pequena e estreita, orelhas pequenas e redondas, focinho curto e cauda longa. O comprimento da cabeça e do corpo está entre 53 e 77 centímetros (21 e 30 polegadas); a cauda forte e muscular tem 31–52 centímetros (12–20 polegadas) de comprimento. Cerca de duas vezes maior que o gato doméstico, atinge quase 360 milímetros (14 polegadas) no ombro e pesa 3,5–7 quilos (7,7–15,4 libras), embora indivíduos maiores pesando cerca de 9 quilos (19,8 libras) tenham sido relatados. Os machos são ligeiramente maiores que as fêmeas.
A pelagem é uniformemente colorida com no máximo algumas marcas fracas no rosto e na barriga, embora os filhotes sejam manchados por um curto período. Marcas pretas e brancas nos lábios e no focinho, semelhantes às do puma, podem ser vistas claramente em jovens e alguns adultos. São conhecidos dois morfos de cores (embora tons intermediários também sejam vistos): cinza (pelo escuro a cinza-amarronzado com uma aparência grisalha devido a anéis brilhantes e escuros em cada cabelo) e vermelho (vermelho raposo a castanho). Anteriormente, esses morfos eram considerados duas espécies diferentes. Indivíduos de ambas as cores podem nascer na mesma ninhada. Os indivíduos marrom-escuros parecem-se superficialmente com a irara (Eira barbara), mas esta última pode ser diferenciada pela mancha clara e amarelada na garganta. O morfo vermelho é visto com mais frequência em áreas abertas e secas. Foram relatados indivíduos melanísticos, mas a pelagem não é completamente preta; a cabeça e a garganta estão claramente mais pálidas do que o resto do corpo. As orelhas amplamente espaçadas têm 2,5–4 centímetros (0,98–1,57 polegada) de comprimento, sem quaisquer manchas na parte posterior. Tem um total de 30 dentes; sua fórmula dentária é {\displaystyle {\tfrac {3.1.3.1}{3.1.2.1}}}.
Entre os felinos, é muito semelhante ao gato-de-cabeça-chata (Prionailurus planiceps), mas tem um corpo mais longo e pernas proporcionalmente mais longas, é mais pesado e não tem as marcas escuras como nas bochechas do gato-de-cabeça-chata. Os jaguarundis pardos têm uma coloração semelhante à do significativamente maior puma. O número diploide de cromossomos no jaguarundi é 2n = 38.

## Distribuição e habitat

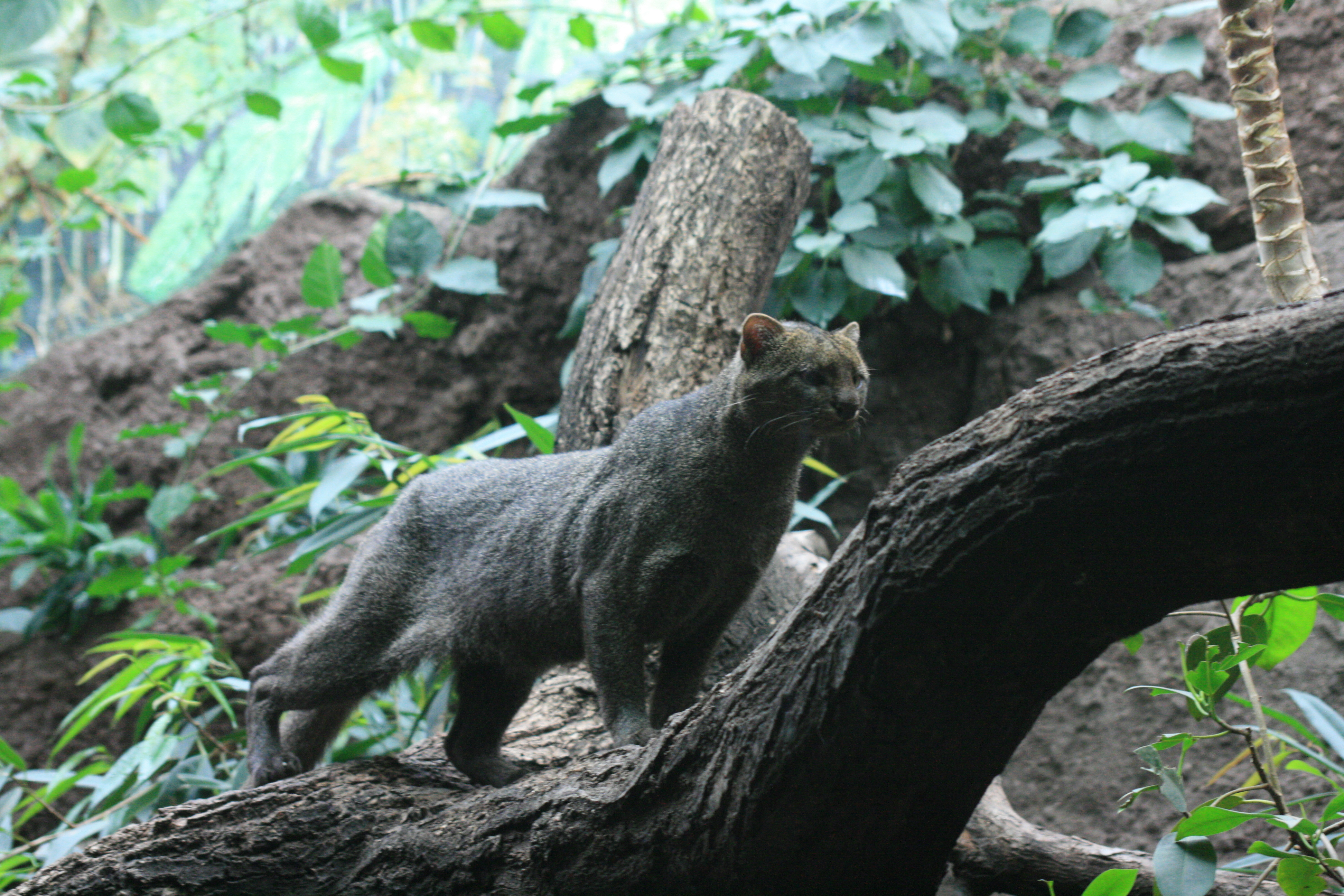
jaguarundi no zoológico de Berlim, em Berlim, na Alemanha

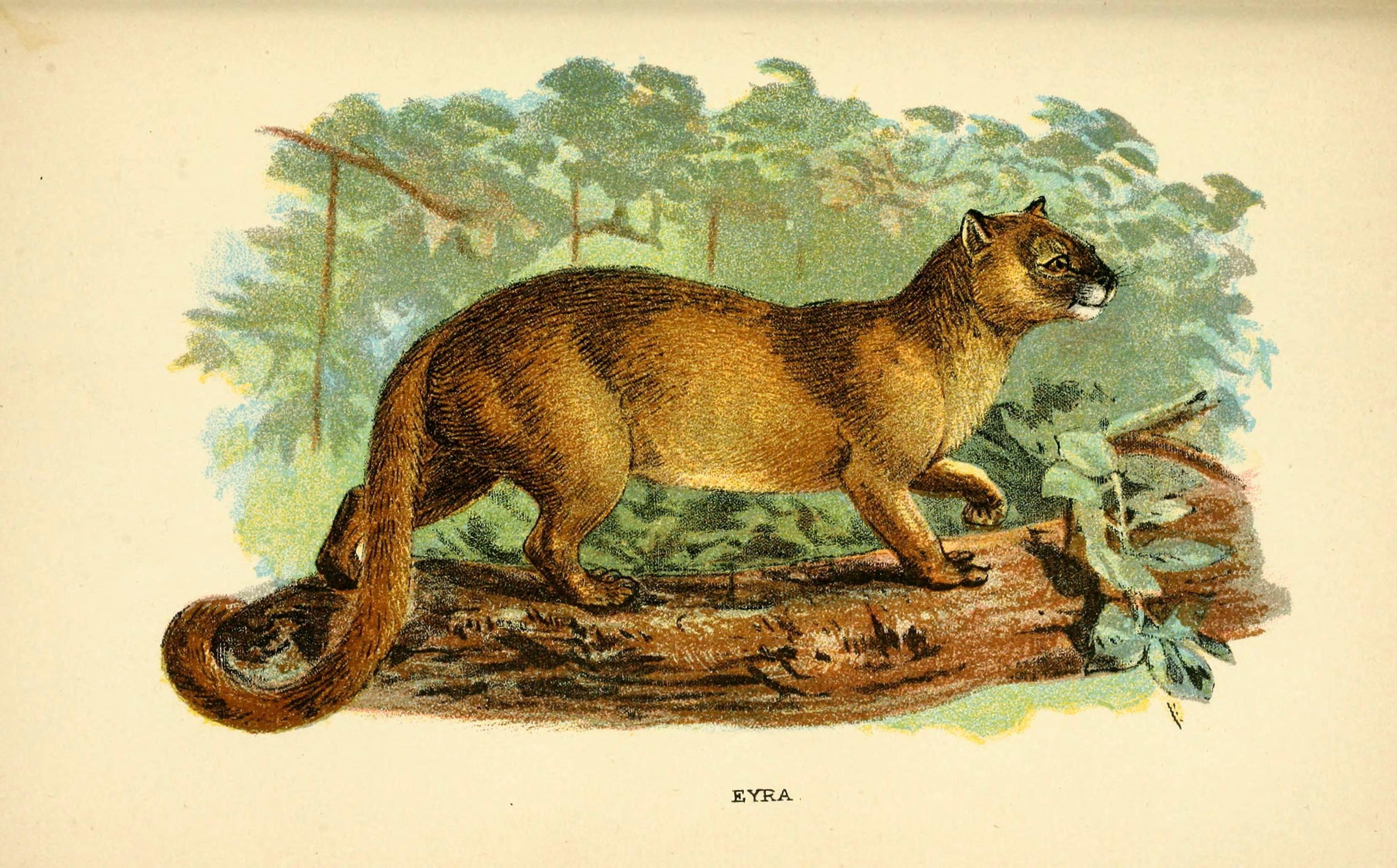
Representação de um jaguarundi feita em 1896 por Richard Lydekker para sua História Natural de Lydekker

O jaguarundi habita uma grande variedade de habitats, desde florestas tropicais e decíduas até desertos e arbustos espinhosos. Também pode ser encontrado em florestas nubladas, manguezais e savanas. Ao contrário dos simpátricos gato-maracajá (Leopardus wiedii), jaguatirica (Leopardus pardalis) e gato-do-mato-pequeno (Leopardus tigrinus), também pode viver em áreas abertas. Em habitats abertos, prefere áreas com cobertura vegetal, como cactos, que geralmente são difíceis de serem penetrados por predadores em potencial; pode haver algumas clareiras na periferia dessas áreas. Tendem a ficar perto de uma fonte de água corrente. É conhecido por sua resistência aos distúrbios ambientais em seu habitat; pode prosperar em áreas reflorestadas. Embora habitualmente habite altitudes de terras baixas até 2 000 metros (6 600 pés) acima do nível do mar, foi relatado em altitudes de até 3 200 metros (10 500 pés) na Colômbia. Estudos no México descobriram que usa florestas maduras 53% do tempo, e pastagem 47%.
Sua distribuição se estende do sul desde o centro da Argentina ao norte do México, através da América Central e do Sul a leste dos Andes, perdendo apenas para o puma na extensão latitudinal de sua distribuição. No entanto, nem todas as partes de sua gama foram bem estudadas. É bastante comum no Brasil, Peru e Venezuela. Possivelmente foi extirpado nos Estados Unidos; um estudo de 1999 refutou alegações de avistamentos no Arizona. O último avistamento confirmado nos Estados Unidos foi provavelmente de um indivíduo morto na estrada perto de Brownsville (Texas) em 1986.
A ocorrência do jaguarundi na Flórida permanece em dúvida há décadas, onde são relatados desde 1907. Teriam sido introduzidos na região por um escritor de Chiefland que em algum momento importou os animais de seu habitat nativo e os soltou perto de sua cidade natal e em outras localidades do estado. W. T. Neill observou que ocorreu em toda a península da Flórida na década de 1950, mas os números despencaram no final dos anos 1970. Também foram relatados na área costeira do Alabama na década de 1980, o que pode ser uma evidência da migração da população da Flórida para o norte. Também foi registrado em Cerro Largo no Uruguai, onde sua presença era incerta.

## Ecologia e comportamento

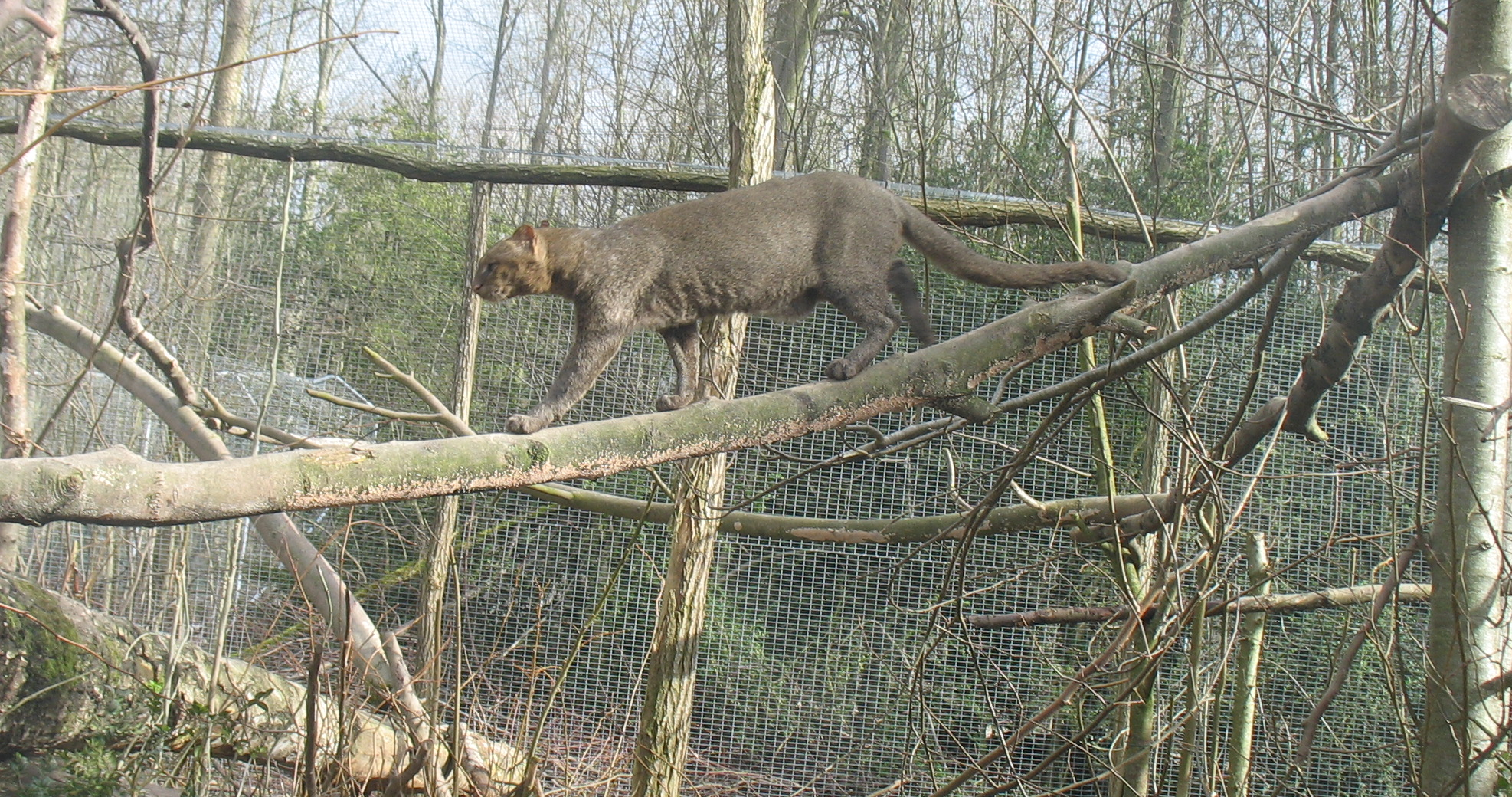
Jaguarundis são bons escaladores e podem facilmente andar nos galhos

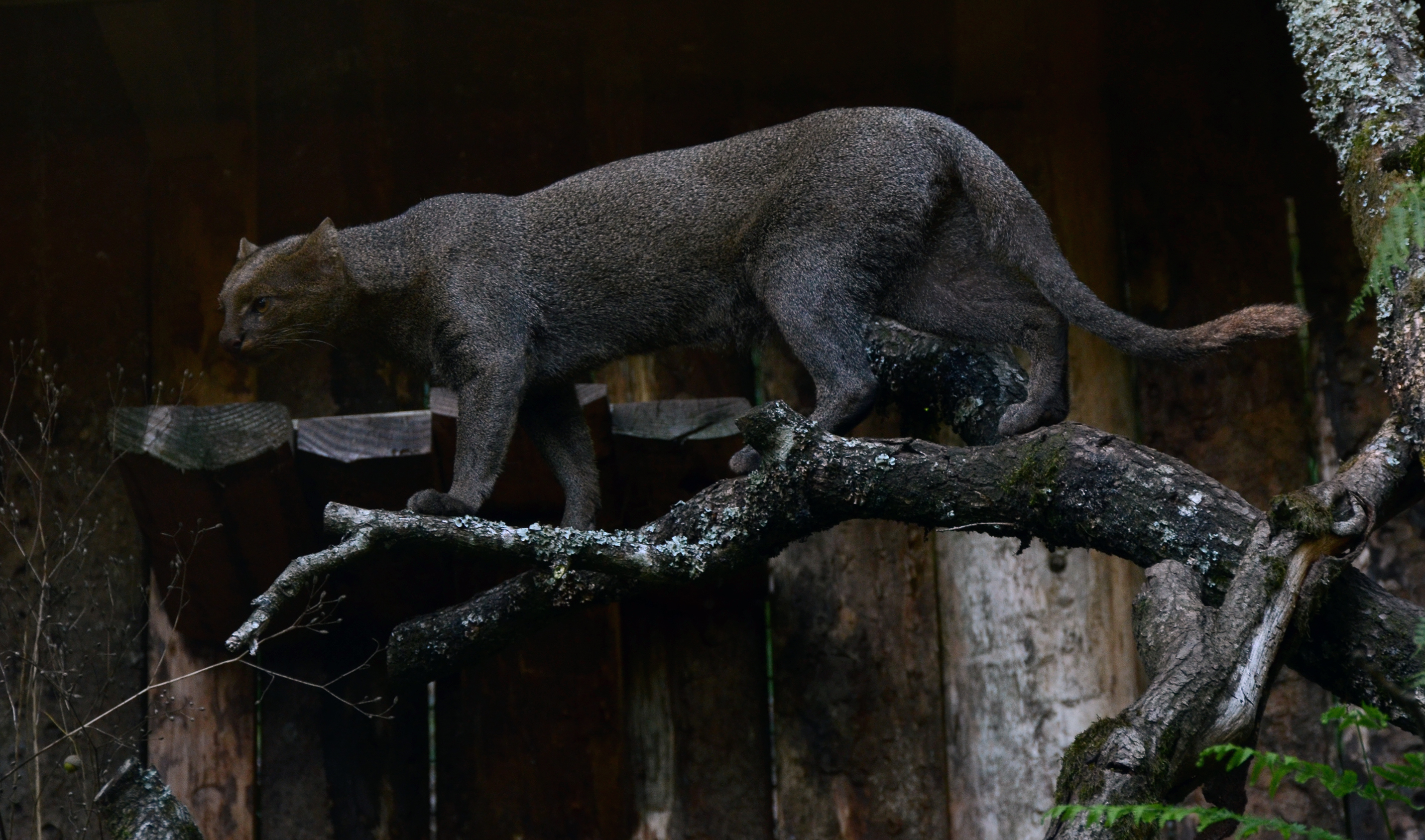
Exemplar no Zoológico de Pont-Scorff em Lorient, França

O jaguarundi é tímido e recluso e, aparentemente, muito cauteloso com as armadilhas. Houve apenas alguns estudos de radiotelemetria de jaguarundis em Belize, Brasil e México. Embora a atividade tenha sido observada durante o dia e a noite, parecem preferir a caça durante o dia e início da noite; por exemplo, um estudo em Belize relatou que começaram a se mover antes do amanhecer e permaneceram ativos durante a maior parte do dia até o pôr do sol, com um pico na caça do final da manhã ao meio-dia. Parece ser mais diurno do que a maioria dos outros gatos, especialmente os gatos-malhados que tendem a ser mais ativos à noite. Pode nadar em rios de médio porte; um indivíduo na Bolívia foi registrado nadando no rio Tuichi. Também são escaladores eficientes, mas caçam principalmente no solo; a cor da pelagem funciona como uma boa camuflagem para a atividade terrestre. Podem saltar até 2 metros (6 pés e 7 polegadas) no ar para pegar pássaros. Predadores registrados para jaguarundis incluem jiboias-constritoras, pumas e cães domésticos. Parasitas da ancilostomíase (do gênero Ancylostoma), tênias (como espécies dos gêneros Spirometra e Toxocara) e vermes do pulmão foram encontrados em jaguarundis.
Os estudos observaram principalmente jaguarundis sozinhos ou em pares; pares provavelmente poderiam ser formados entre mães e filhotes mais velhos ou entre indivíduos de sexos opostos durante a estação de acasalamento. Descobriu-se que os indivíduos em cativeiro são mais gregários. As áreas de vida tendem a ser grandes; um estudo no Brasil registrou áreas de vida de 1,4–18 quilômetros quadrados (0,54–6,95 milhas quadradas) de tamanho para fêmeas, enquanto as dos machos mediam 8,5–25,3 quilômetros quadrados (3,3–9,8 milhas quadradas) de área. Registrou-se que dois machos em Belize tinham áreas de vida excepcionalmente grandes, abrangendo uma área de 88 quilômetros quadrados (34 milhas quadradas) e 100 quilômetros quadrados (39 milhas quadradas), enquanto a área de vida de uma fêmea na mesma região media 13-20 quilômetros quadrados (5,0 -7,7 milhas quadrados) de tamanho. As densidades populacionais são tipicamente baixas, em torno de 0,01 a 0,05 por quilômetro quadrado (0,026 a 0,129 por milha quadrada) no Brasil, embora em Tamaulipas (México) e nas planícies na Costa Rica e Venezuela tenham registrado números tão altos quanto 0,2 por quilômetro quadrado (0,52 por milha quadrada).
O comportamento de marcação pode servir como meio de comunicação olfativa ou visual entre os jaguarundis; indivíduos em cativeiro têm sido observados raspando áreas com as patas traseiras (às vezes ao urinar), arranhando troncos, esfregando objetos com a cabeça e deixando fezes descobertas. O comportamento social, como escovar, rosnar e cheirar, foi registrado. Apresenta amplo repertório vocal; 13 chamadas diferentes foram gravadas, incluindo tagarelice, ronronar, gritos, um chamado wah-wah, assobios, latidos e um peculiar chilrear parecido com um pássaro. Em cativeiro, foram observadas fêmeas em estro emitindo sons fracos conforme marcam o cheiro na área ao redor de seus recintos.

### Dieta

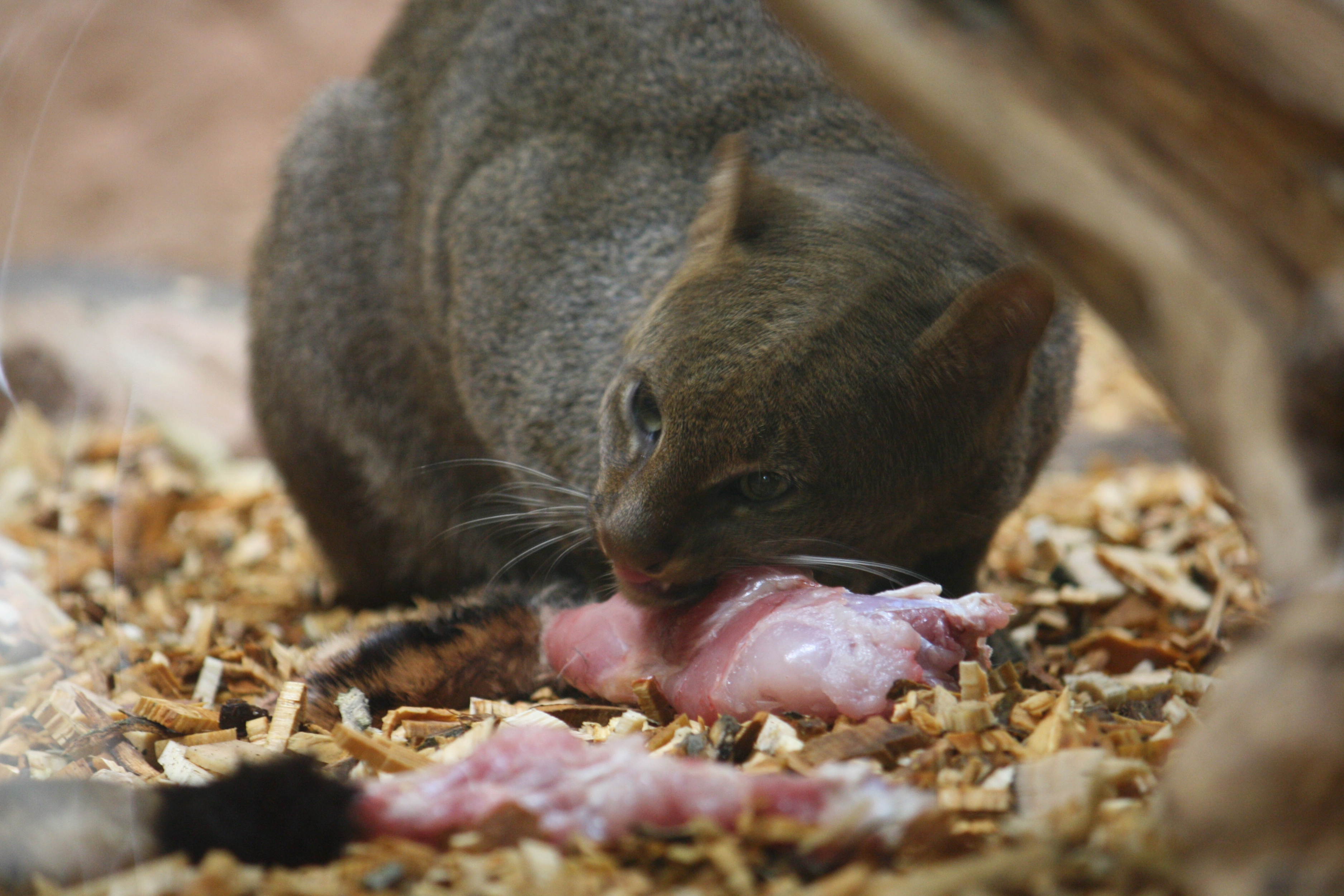
Exemplar se alimentando no Zoológico de Praga, em Praga, na Chéquia

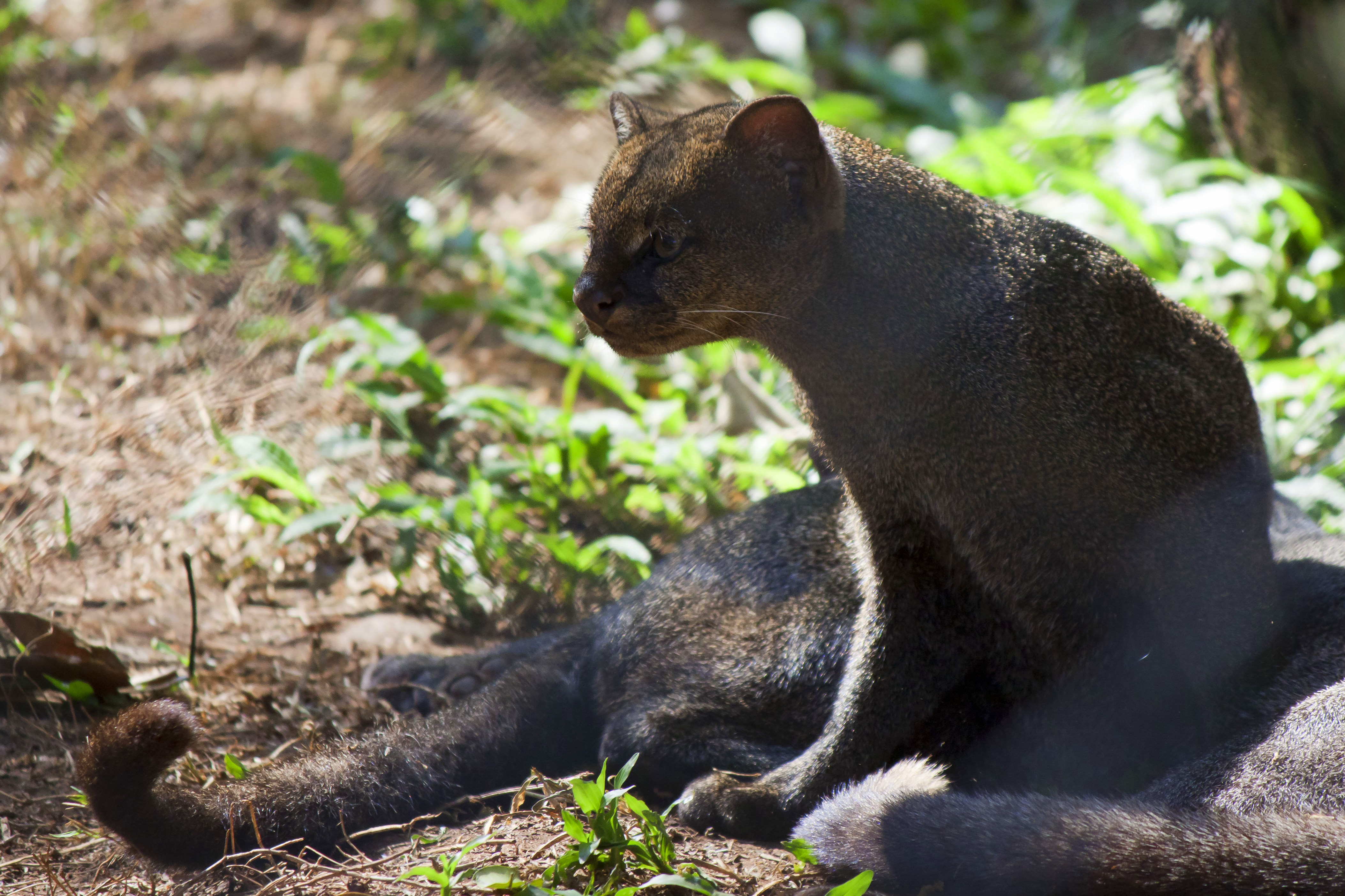
Exemplar no Zoológico de São Paulo, em São Paulo, no Brasil

O jaguarundi normalmente se alimenta de presas de pequeno porte com peso inferior a 1 quilo (2,2 libras), incluindo aves que se alimentam do solo, répteis, roedores e pequenos mamíferos. Também captura presas maiores, como aves domésticas, peixes, saguis, coelhos e gambás; um estudo registrou veados pequenos (possivelmente carniça) na dieta. Vegetações como gramíneas também foram registradas em sua dieta. Um estudo mostrou que os jaguarundis pegam 400 g de presas de vertebrados em média todos os dias. A ampla variedade de presas registradas para o jaguarundi em toda sua área de distribuição e as proporções variáveis de diferentes presas em sua dieta podem indicar que o gato tende a se alimentar das presas mais abundantes e facilmente capturáveis da área.

### Reprodução
Jaguarundis foram observados acasalando durante todo o ano, com picos em diferentes épocas do ano em toda sua distribuição; por exemplo, no México, a reprodução atinge o pico em janeiro e março. O estro dura de três a cinco dias, marcado pela fêmea regularmente rolando de costas e borrifando urina. Os machos sexualmente maduros perseguem a fêmea, sem reagir a nenhum comportamento agressivo da parte dela. Como em muitos outros felinos, o macho morde o pelo do pescoço da fêmea ao montar; a fêmea solta um grito alto na penetração.
Após um período de gestação de 70 a 75 dias, uma ninhada de um a quatro filhotes nasce em uma toca construída em um matagal denso, árvore oca ou cobertura semelhante. São bem cobertos de pelos e a parte inferior é marcada com manchas, que desaparecem com a idade; a cor da pelagem muda gradualmente conforme os gatinhos envelhecem. A mãe começa a trazer comida sólida quando têm cerca de três semanas de vida, mas simplesmente brincam com ela até que a mãe a ingere. São capazes de ingerir alimentos sólidos como pássaros e porquinhos-da-índia por volta das seis semanas. Tornam-se sexualmente maduros com um a três anos de idade. Uma expectativa de vida de até 15 anos foi registrada em cativeiro.

## Ameaças e conservação

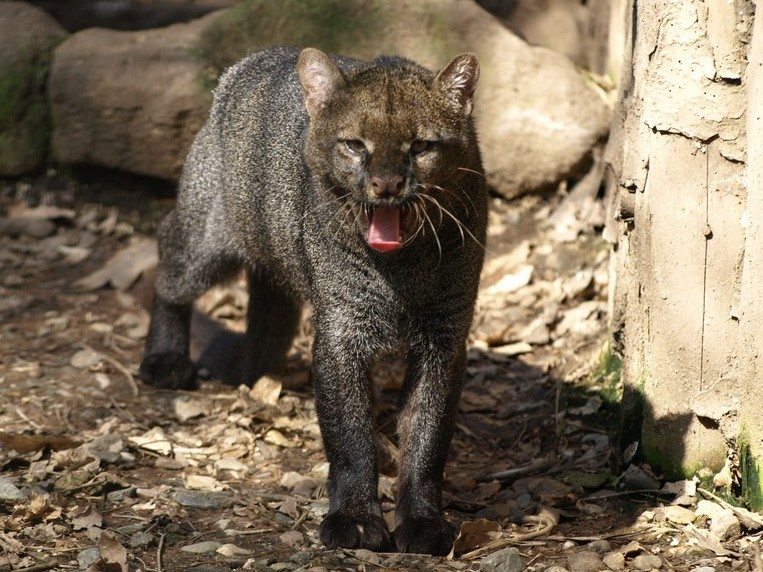
Exemplar do Zoológico de Děčín, em Děčín, na Chéquia

O jaguarundi foi listado como pouco preocupante na Lista Vermelha da União Internacional para a Conservação da Natureza (UICN) desde 2002. As populações mexicanas, exceto as do nordeste, parecem estar estáveis. As enormes áreas protegidas na Bacia Amazônica são provavelmente as únicas unidades de conservação que podem sustentar populações viáveis a longo prazo. Os avaliadores da Lista Vermelha da UICN observaram que deveria ser listado como quase ameaçado, mas os dados não foram suficientes para estender essa classificação por toda a distribuição do jaguarundi. Ele não é particularmente procurado por sua pele devido à sua baixa qualidade e baixo valor, mas está sofrendo declínio devido à perda de habitat. Outras ameaças incluem riscos de fragmentação de habitat e perseguição por matar aves. As populações de jaguarundi da América do Norte e Central estão listadas no Apêndice I da CITES e todas as outras populações estão listadas no Apêndice II da Convenção sobre o Comércio Internacional das Espécies da Fauna e da Flora Silvestres Ameaçadas de Extinção (CITES). Populações nos Estados Unidos são protegidas pela Endangered Species Act de 1973; o Departamento de Parques e Vida Selvagem do Texas expressou preocupação de que sua presença no sul do Texas possa estar em perigo devido à perda do habitat nativo do gato. As populações do México estão listadas na Norma Oficial Mexicana NOM-059-SEMARNAT-2010. A caça é restrita no Peru e proibida na Argentina, Belize, Brasil, Bolívia, Colômbia, Costa Rica, Guiana Francesa, Guatemala, Honduras, México, Panamá, Paraguai, Suriname, Uruguai, Estados Unidos e Venezuela.